# Тернистый путь
«Тернистый путь» (англ. The Harder They Come) — ямайский криминальный фильм Перри Хенцеля, вышедший в 1972 году. Главную роль в фильме сыграл ямайский певец Джимми Клифф. Фильм знаменит своим саундтреком в стиле регги, в том числе и благодаря именно этому фильму регги-музыка заявила о себе в мире. На самой Ямайке фильм стал культовым. Этот успех вывел фильм на международную арену, где он стал известен, как один из самых влиятельных и заметных фильмов созданных на Ямайке и вообще в странах Карибского бассейна.

## История создания и релиз
Исполнитель главной роли регги-певец Джимми Клифф предстал в качестве героя, образ которого был навеян известным ямайским преступником 1940-х годов под прозвищем Rhyging (Винсент «Иванхо» Мартин). До начала съёмок проект фильма носил рабочее название Rhygin. Позже фильм был переименован в Hard Road to Travel, а затем в The Harder They Come, что и побудило Клиффа к написанию песни с таким же названием. Сюжет фильма лишь частично отражает жизнь реального Винсента Мартина, так как сам Rhyging не был ни музыкантом, ни наркоторговцем.
У исполнителя главной роли Джимми Клиффа на момент съёмок не было никакого актёрского опыта, кроме участия в школьных постановках. Другие главные роли в фильме исполнили: Джанет Барклей (Эльза), Бейзил Кин (проповедник), Рас Дэниэл Хартман (Педро), Беверли Андерсон (домохозяйка), которая позже выйдет замуж за Майкла Мэнли, будущего премьер-министра Ямайки, Боб Чарлтон (Хилтон), Волэйр Джонсон (человек с тележкой), а также известные на Ямайке комики Бим и Бэм — Эд «Бим» Льюис (фотограф) и Эстон «Бэм» Винтер (пьяный муж).
Фильм стал сенсацией на Ямайке благодаря реалистичному отражению жизни чёрного населения страны, съёмкам в реально существующих местах и использованию местного наречия. Чёрное население впервые увидело самих себя на экране — это и вызвало такую невероятную реакцию публики на фильм.
Фильм был выпущен в феврале 1973 года в Нью-Йорке компанией Роджера Кормана New World Pictures для ограниченного просмотра. Большую известность он приобрёл в апреле следующего года, когда был выпущен к просмотру по всей стране для, так называемой, «полночной аудитории». Тем не менее, за пределами Ямайки популярность фильма была не столь широкой. Дело в том, что местный диалект, который использовали при общении главные герои, был неразборчивым и требовались субтитры. Возможно даже, что это был первый англоязычный фильм, который шёл с субтитрами в Соединённых Штатах.
Саундтрек к фильму стал прорывом для регги в Америке.
В 2006 году Prasad Studios было осуществлено цифровое восстановление плёнки. Фильм был воссоздан в своём первоначальном виде.

## Сюжет
Иванхо «Иван» Мартин жил в деревне с бабушкой, а когда та умерла, приехал в Кингстон к своей бедной матери. В городе он пытается найти работу, но из этого ничего не выходит. Мать советует ему обратиться к некому Проповеднику, который и берёт его к себе. Теперь Иван должен работать у этого человека во дворе по хозяйству и выполнять мелкие поручения. Однажды Проповедник даёт ему задание, отнести записи с проповедями на звукозаписывающую студию. На студии Иван слушает, как поют и играют музыканты и упрашивает продюсера дать возможность и ему записаться, поскольку он также пишет песни и поёт. На следующий день Иван записывает на студии свою песню The Harder They Come и получает за неё 20 долларов. В это же время его выгоняет с работы Проповедник, поскольку Иван репетировал свои песни в церкви. Иван уходит, но не один, а с Эльзой — девушкой-сиротой, которая с детства жила у Проповедника. Иван хочет стать знаменитым и богатым певцом, но это невозможно, так как почти всю прибыль забирает продюсер и звукозаписывающая компания. Иван навещает Проповедника, чтобы забрать велосипед, который он собрал из обломков пока работал во дворе. Человек, который теперь работает во дворе у Проповедника, велосипед не отдаёт. Завязывается потасовка и Иван несколько раз тыкает того ножом. Поскольку Иван не был ранее судим, его не сажают в тюрьму, но наказывают поркой.
Один из новых городских друзей Ивана Хосе предлагает тому заработать на наркотиках. Иван соглашается, и теперь его задача доставлять товар из провинции в город к покупателям. Со временем Иван замечает, что это большой бизнес, где крутятся огромные деньги, но такие люди как он имеют с этого очень мало. Он делится своими наблюдениями с Хосе. Хосе обращается в полицию, поскольку именно они контролирует наркобизнес, где просит немного припугнуть Ивана, поскольку тот лезет не в свои дела. Во время полицейской погони Иван стреляет в офицера полиции, а позже вообще убивает троих офицеров, когда те приезжают на его задержание. Через какое-то время убивает ещё и девушку-приятельницу Хосе.
Тем не менее, многие бедняки считают Ивана героем и скрывают в трущобах. Его песня в это время становится местным хитом. Полиция перекрывает весь местный наркобизнес, а поскольку это единственный возможный заработок для бедняков, они начинают голодать. Таким образом, полиция хочет, чтобы дилеры сами выдали Ивана и многие из них действительно начинают подумывать об этом. Один из немногих оставшихся дилеров-друзей предлагает Ивану бежать на Кубу, где он мог бы прикинуться революционером. В это время Эльза в трудном положении, ведь она взяла на себя заботу об одном мальчике-сироте. Он очень болен и у них совсем нечего есть. Она решает выдать Ивана и сообщает о нём Проповеднику, а тот полиции. Большой десант полицейских высаживается на берег, где Иван ожидает лодку. Иван старается вести себя, как герой спагетти-вестерна, который он смотрел, когда только приехал в город. Поскольку это неравный бой, Иван погибает.

## В ролях
- Джимми Клифф — Айвенго «Иван» Мартин
- Джанет Барклей — Эльза
- Карл Брэдшоу — Хосе
- Рас Дэниэл Хартман — Педро
- Бейзил Кин — Проповедник
- Боб Чарлтон — Хилтон
- Уинстон Стона — детектив Рэй Джонс
- Люсия Уайт — мама
- Волэйр Джонсон — человек с тележкой
- Беверли Андерсон — домохозяйка
- Кловер Льюис — женщина на рынке
- Элайджа Чэмберс — Лонга
- Принц Бастер — диджей на танцах
- Эд «Бим» Льюис — фотограф
- Бобби Лобан — Фитз
- Джоэнн Данн — барменша
- Адриан Робинсон — редактор
- Дон Топпинг — диджей
- Карл Лесли — Фредди
- Сандра Редвуд — девушка
- Ула Фрайзер — подруга Эльзы
- Кэрол Лос — подруга Эльзы
- Эстон «Бэм» Винтер — пьяный муж
- Тутс Хибберт — играет себя (нет в титрах)

## Отзывы
Фильм получил в основном положительные отзывы. На сайте Rotten Tomatoes его рейтинг свежести 89 %.

## Интересные факты
- В 1980 году ямайский американский писатель Майкл Телвелл опубликовал роман по мотивам фильма с тем же названием. Телвелл включил в роман много ямайских поговорок, которых не было в фильме.
- В 2005 году фильм был адаптирован под мюзикл, поставленный в Великобритании Королевским театром Восточного Стратфорда и Международным театром искусства Великобритании. Сценарий создавался под наблюдением режиссёра фильма Перри Хенцеля[14]. Премьера состоялась 25 марта 2006 года. В мюзикле помимо оригинального саундтрека присутствовали и новые композиции, в том числе и «The Ganja Song» Джеральдин Коннор[15]. Позже постановка была представлена в театре Playhouse, а также ставилась в Торонто и Майами[14].
- Отсылку к фильму содержит трек группы Chase & Status под названием «Hitz» из альбома No More Idols.
- Отсылка к фильму содержится в песне группы The Clash «The Guns of Brixton» из альбома London Calling. Джимми Клифф записал кавер-версию этой песни и позже она появилась в его альбоме Rebirth. Также отсылка к фильму содержится в песне «Safe European Home» из альбома Give ’Em Enough Rope.